# مانويل رياو رياو
مانويل ريو ريو (مانريسا، برشلونة، 25 من مارس 1929 - سان لورنزو دي مورونيس، ليريدا، 2 من يناير 2011) كان أستاذًا جامعيًا، مؤرخًا وآثاريًا إسبانيًا.
مانويل ريو ريو (مانريسا، برشلونة، 25 من مارس 1929 - سان لورنثو دي مورونيس، ليريدا، 2 من يناير 2011) كان أستاذًا جامعيًا ومؤرخًا وآثاريًا إسبانيًا.

## مسار حياته
نشأ مانويل ريو ريو في أسرة من الفلاحين، ودرس الفلسفة والآداب، حيث حصل على درجة الليسانس من جامعة برشلونة، ثم نال درجة الدكتوراه في نفس الجامعة عام 1961.
منذ عام 1966، أصبح أستاذًا لتاريخ العصور الوسطى في جامعة غرناطة، وفي عام 1969 انتقل لتولي نفس المنصب في جامعة برشلونة.
وكان ريو ريو متخصصًا في علم الآثار الريفي، حيث قام بتنفيذ حفريات في مقبرة وقرية "لا توريسيلا" (أريناس ديل ري)، وفي مستوطنات مسجد "بوسكيستار" و"ميساس دي فيلافيردي" (بوباسترو)، وفي الفيلات الفخمة في "سان لورنزو دي مورونيس"، وكذلك في المستوطنات العصور الوسطى في "ساليديس" و"كاوليرس" في "كالدا دي مالافيلا".
في مجاله كـمؤرخ، تخصص في تاريخ الأديرة في كاتالونيا والاقتصاد في العصور الوسطى، حيث تميزت أعماله بالبحث في تاريخ الأديرة في مناطق "أورغيل" و"سولسونس" و"بيرغادا"، بالإضافة إلى دراسات هامة حول المصادر المتعلقة بالإحصائيات السكانية في العصور الوسطى، والتجارة وصناعة الصوف، وأصول المصارف، وبدايات الإقطاعية في المنطقة الكتالونية.
كان ريو ريو محررًا، أمينًا عامًا، ومديرًا لمجلة "إنديس هيستوريكو إسبانيول". كما كان محررًا لـ "أنواريو دي إستوديوس ميديفاليس"، ومديرًا مشاركًا للمجلات "كواديرنس دي إستوديوس ميديفاليس" و*"أكتا هيستوريكا إت آرخيولوجيكا ميديفالي". وشارك في العديد من المؤتمرات وقدم مساهمات في عدة مجلات بحثية ومنشورات أخرى مثل "ديستينو" و"دياريو دي برشلونة"*.

## أعماله
نشر مانويل ريو ريو عشرين كتابًا وأكثر من خمسمئة عمل بحثي أو توعوي.

#### بعض من أعمال[8]ه:
- الحياة والعادات والحب في العصور الوسطى (1959).

- تاريخ الأديان (1961).

- تاريخ المسيحية (1967).

- محاضرات في التاريخ الوسيط (1986).

- المملكة النصرية القديمة في غرناطة (1232-1340) (1974). بالتعاون مع كريستوبال توريس ديلغادو.

- 409-1491: إقطاعية المجتمع (1978). بالتعاون مع ج. فيرنيت وآخرين.

- العصور الوسطى العليا: من القرن الخامس إلى القرن الثاني عشر (1985).

- العصور الوسطى السفلى (من القرن الثالث عشر إلى القرن الخامس عشر) (1986).

- علم الآثار في العصور الوسطى في كاتالونيا (1989).

- تاريخ مدينة مانريسا (1900-1950) (1991).

- فيرران سولديفيلا (1894-1971). مؤرخ كاتالونيا (1994).

## الجوائز والتكريمات
- رئيس الجمعية لدراسات المناطق في فيلانوفا إيي لا خيلترو.
- عضو في الجمعية الكتالونية للدراسات التاريخية.
- عضو في المركز الأوروبي للبحوث حول الجمعيات والرهبانيات.
- عضو في جمعية الآثار الوسيطة في لندن.
- عضو في الأكاديمية الملكية للآداب الجيدة في برشلونة.
- عضو مراسل في الأكاديمية الملكية للتاريخ.
- في عام 2003، تم تكريمه بـ صليب سانت جوردي.[9]
- في عام 2007، اختارته بلدية سان لورنزو دي مورونيس في ليريدا ابنًا بالتبني وخصصت له شارعًا.[4]
- حصل على جائزة Signum من المجلس الإقليمي لمنطقة سولسونس في 2004.[4]
- فاز بجائزة "مدينة بيرغا" للثقافة في 2006.[4]

## روابط إضافية
ويكيبيديا كومنز يحتوي على فئة وسائط متعددة تتعلق بمانويل ريو ريو.